# Haplophaedia lugens
Haplophaedia lugens là một loài chim trong họ Chim ruồi.